# Starobohdanivka, Mîhailivka
Starobohdanivka (în ucraineană Старобогданівка) este o comună în raionul Mîhailivka, regiunea Zaporijjea, Ucraina, formată numai din satul de reședință.

## Demografie
Componența lingvistică a comunei Starobohdanivka
     Rusă (63,14%)
     Ucraineană (36,16%)
     Alte limbi (0,6%)
Conform recensământului din 2001, majoritatea populației comunei Starobohdanivka era vorbitoare de rusă (63,14%), existând în minoritate și vorbitori de ucraineană (36,16%).